# Chris A. Williams
Christopher Anthony Williams (* 9. Juli 1980 in Birmingham, Alabama; † 15. März 2017 ebenda) war ein US-amerikanischer Basketballspieler. Der ehemalige Junioren-Nationalspieler wurde nach dem Ende seines Studiums nicht im Entry Draft der am höchsten dotierten Profiliga NBA ausgewählt und spielte zunächst in der National Basketball League in Australien, bevor er 2003 in die deutsche Basketball-Bundesliga zu den Skyliners Frankfurt kam, mit denen er 2004 deutscher Meister wurde. Ab 2005 spielte Williams – mit Ausnahme einer Spielzeit in der Türkei, wo er 2008 den nationalen Pokalwettbewerb gewann – hauptsächlich in Ostasien in südkoreanischen und chinesischen Profiligen. Bevor er 2013 seine aktive Karriere beendete, war er zudem noch zwei Spielzeiten im Iran aktiv, wo er wie in Südkorea eine Meisterschaft gewann.

## Karriere
Williams ging zum Studium an die University of Virginia, wo er von 1998 vier Spielzeiten in der Hochschulmannschaft Cavaliers in der Atlantic Coast Conference (ACC) der NCAA spielte. Als „Freshman of the Year“ der bedeutenden ACC wurde Williams auch in das Aufgebot der US-amerikanischen Juniorenauswahl berufen, in der er unter anderem auch mit dem auf gleicher Position spielenden Casey Jacobsen zusammenspielte, der später mit einem anderen Verein ebenfalls deutscher Meister werden konnte. Bei der Junioren-Weltmeisterschaft in Portugal 1999 gewann man zunächst meist überlegen alle Spiele, verlor jedoch das Finalspiel 87:94 gegen eine talentierte spanische Juniorenauswahl um Pau Gasol, Juan Carlos Navarro und Felipe Reyes. Mit den Cavaliers reichte es neben zwei Erstrundenniederlagen im National Invitation Tournament nur zu einer Teilnahme 2001 an der landesweiten NCAA-Endrunde, in der man in der ersten Runde etwas überraschend den Bulldogs der Gonzaga University unterlag. Bei den Cavaliers rangiert Williams mannschaftsintern in den „All-Time Top Ten“ in den Kategorien erzielte Punkte, Rebounds und Shotblocks. In der NBA-Draft 2002 wurde Williams im Unterschied zu Casey Jacobsen von keinem NBA-Klub ausgewählt.
Williams startete nach dem Studienende 2002 eine professionelle Karriere in der National Basketball League (Australasien) für die Kings aus Sydney. Dort führte er die Mannschaft in der Saison 2002/03 als MVP der Liga zur ersten Meisterschaft des Vereins. Nach der NBA Summer League mit den San Antonio Spurs und einem geplatzten Engagement in Japan stand er vor einer Verpflichtung durch den Vizemeister und Finalverlierer Perth Wildcats, bevor er Anfang Oktober 2003 zu den Opel Skyliners aus Frankfurt am Main in die deutsche Basketball-Bundesliga wechselte. Nach der Finalniederlage im nationalen Pokalwettbewerb vor heimischem Publikum konnten sich die Skyliners in den Play-offs der Basketball-Bundesliga 2003/04 in den drei Play-off-Runden jeweils im fünften und entscheidenden Spiel einer Serie durchsetzen und gewannen bei ihrer ersten Finalserienteilnahme gegen GHP Bamberg ihre erste Meisterschaft. Als Meister nahmen die Skyliners auch am höchstrangigen europäischen Vereinswettbewerb EuroLeague 2004/05 teil, in dem sie jedoch nach nur vier Siegen in 14 Spielen nach der Vorrunde ausschieden, obwohl Williams individuell zu den fünf besten Punktesammlern und „Balldieben“ des Wettbewerbs gehörte. Nachdem man beim Final-Four-Turnier im nationalen Pokalwettbewerb vor heimischem Publikum nur den vierten Platz belegt hatte, erreichte man als Hauptrundenvierter und Titelverteidiger erneut die Finalserie um die deutsche Meisterschaft.  In einer Neuauflage der Vorjahres-Finalserie konnte GHP Bamberg im fünften und entscheidenden Finalspiel diesmal den Spieß umdrehen und ihrerseits den ersten Meistertitel für den Verein erringen. Nach dem Saisonende wechselte Williams in die Korean Basketball League (KBL) zu Mobis Phoebus aus Ulsan. Als Hauptrundenerster verlor man jedoch die Finalserie 2006 in vier Spielen ohne Sieg. In der darauffolgenden Saison gewann man als Hauptrundenerster die Finalserie 2007 in sieben Spielen und damit die Meisterschaft.
In der Saison 2007/08 kehrte Williams zunächst noch einmal in den Spielbetrieb der FIBA Europa zurück und spielte in der Türkiye Basketbol Ligi für Türk Telekomspor aus Ankara, wo er unter anderem mit seinem ehemaligen Junioren-Nationalmannschaftskameraden Michael Wright zusammenspielte. Als Hauptrundenvierter und nationaler Pokalsieger 2008 erreichte man die Play-off-Finalserie um die türkische Meisterschaft, die jedoch nach nur einem Sieg in fünf Spielen gegen Titelverteidiger Fenerbahçe Ülker verloren ging. Anschließend kehrte Williams nach Ostasien zurück und spielte im chinesischen Qingdao für DoubleStar in der Chinese Basketball Association. In dieser Liga gehörte Williams zu den besten Balldieben der Liga und am ersten Weihnachtstag 2009 gelang ihm ein seltenes Quadruple-Double mit 15 Punkten, elf Rebounds, elf Assists und elf Ballgewinnen. Die Mannschaft spielte jedoch wenig erfolgreich und verpasste in beiden Spielzeiten als eine der Mannschaften mit der schlechtesten Saisonbilanz die Play-off-Finalrunde. Für die Saison 2010/11 wechselte Williams erstmals in den Iran zu Mahram aus der Hauptstadt Teheran, die am Saisonende die Meisterschaft 2011 gewannen, aber im Finalspiel des asiatischen Landesmeisterpokals FIBA Asia Champions Cup als Titelverteidiger al-Riyadi Beirut unterlegen waren. In der Saison 2011/12 war Williams noch einmal in der KBL für die Orions aus Goyang aktiv, die mit negativer Saisonbilanz die Play-offs verpassten. Williams kehrte in den Iran zurück und spielte für Foolad Mahan aus Isfahan. Die Mannschaft verlor die Play-off-Halbfinalserie 2013 klar gegen seinen ehemaligen Verein, den Titelverteidiger Mahram Teheran. Als die Mannschaft anschließend den Asia Champions Cup 2013 gewann, hatte Williams bereits seine aktive Karriere beendet.
Chris A. Williams starb am 15. März 2017 in seiner Geburtsstadt Birmingham an Blutgerinnseln im Herzen.